# Fados de Coimbra (single I de José Afonso)
Fados de Coimbra é um single de José Afonso, lançado em 1953. Continha no lado A o "Fado das Águias" de sua própria autoria.